# Leone-klass
Leone-klassen var en klass av jagare som byggdes för den italienska flottan i början av 1920-talet. Fem fartyg planerades men endast tre färdigställdes. Alla tre fartygen var baserade i Massawa i Eritrea under andra världskriget och sänktes under den östafrikanska kampanjen.

## Design och beskrivning
Fartygen utformades som spaningskryssare ("esploratori"), i huvudsak förstorade versioner av samtida jagare. De beställdes ursprungligen 1917, men arbetet sköts upp till 1920 på grund av stålbrist. De hade en total längd på 113,41 meter, en bredd på 10,36 meter och ett djupgående på 3,1 meter. De hade ett deplacement på 2 230 ton som standard och 2 330 ton vid fullast. De hade en besättning på 10 officerare och 194 värnpliktiga.
Leones drevs av två växlade Parsonturbiner som var och en drev en propelleraxel med hjälp av ånga från fyra Yarrowpannor. Turbinerna var dimensionerade till 42 000 axelhästkrafter (31 000 kW) för en hastighet på 33 knop (61 km/h) i drift, även om alla fartygen överskred den hastigheten under sina sjötester. Fartygen hade en räckvidd på 2 000 nautiska mil (3 700 km) vid en hastighet på 15 knop (28 km/h).
Deras huvudbatteri bestod av åtta 12 cm kanoner i fyra dubbeltorn, en vardera för och akter om överbyggnaden och de återstående tornen placerade mellan skorstenarna och torpedtuberna mittskepps. Luftvärnet bestod av ett par enkelmonterade 7,6 cm kanoner mittskepps. De var utrustade med sex torpedtuber på 45 cm i två trippelmontage. Fartygen kunde också bära 60 sjöminor.

## Tjänstgöring
Fartygen utrustades för "kolonialtjänst" och 1935 var de utplacerade på marinbasen i Massawa i Eritrea. Fartygen omklassades till jagare 1938 och deltog i andra världskriget, när Italiens inträde i kriget gjorde att Italienska Östafrika blev isolerat från Italien.

### Anfallet mot konvoj BN 7
Den enda betydande insats som jagarna utförde var attacken mot den allierade konvojen BN 7 tidigt på morgonen den 21 oktober 1940. Leone och Pantera, tillsammans med Francesco Nullo och Nazario Sauro, besköt konvojen och tillfogade det första transportfartyget en del splitterskador, särskilt på en av dess livbåtar, och avfyrade minst två torpeder riktade mot HMAS Yarra, som dock kunde undvika dem. Anfallet slogs ändå tillbaka av kryssaren HMS Leander, som avfyrade 129 stycken 15,2 cm skott mot de italienska jagarna. Leone, Pantera och Sauro lyckades framgångsrikt dra sig ur striden men Nullo jagades av HMS Kimberley och tvingades gå på grund på ön Harmil, där hon senare skadades svårt av RAF Blenheim-bombflygplan. Kimberley blev immobiliserad efter två träffar av kustbatterier och fick bogseras till Aden av HMS Leander.
Jagarna förblev dockade i Massawa fram till slutet av markoperationerna i Östafrika, tills flottan beordrade dem att ge sig iväg den 31 mars 1941 för att beskjuta landmål runt Suezkanalen, ett uppdrag inget av fartygen överlevde. Leone gick på grund utanför Massawa och sänktes av sina systerfartyg. Efter att ha blivit upptäckta och skadade av brittiska flygplan nådde Pantera och Tigre den arabiska kusten, där deras besättningar borrade dem i sank.

## Skepp i klassen
| Namn    | Kölsträckt       | Sjösatt         | Levererad       | Öde                                                                 |
| ------- | ---------------- | --------------- | --------------- | ------------------------------------------------------------------- |
| Leone   | 23 november 1921 | 1 oktober 1923  | 1 juli 1924     | Gick på grund på ön Hamil, sedan förstörd av brittiska bombflygplan |
| Pantera | 19 december 1921 | 18 oktober 1923 | 28 oktober 1924 | Borrad i sank av sin besättning 4 april 1941                        |
| Tigre   | 23 januari 1922  | 7 augusti 1924  | 10 oktober 1924 | Borrad i sank av sin besättning 4 april 1941                        |

Ytterligare två fartyg, Lince och Leopardo, avbeställdes 1920 och 1921.